# Marco Andreolli
Marco Andreolli, né le 10 juin 1986 à Ponte dell'Olio dans la province de Plaisance, est un footballeur italien évoluant au poste de défenseur central.
Titulaire en équipe nationale espoirs, Andreolli éait considéré comme l'un des meilleurs défenseurs de sa génération.

## Biographie

### En club
Ce jeune défenseur ne joue que sept rencontres en Série A avec l'Inter Milan, avant de passer en copropriété à l'AS Rome en 2007. 
En janvier 2008, il est prêté au club de Vicence Calcio en Serie B pour bénéficier de plus de temps de jeu, mais il ne joue que 3 bouts de matchs. Après en avoir relevé l'intégralité du contrat, l'AS Rome le prête à nouveau pour une saison à l'US Sassuolo en Serie B où il fait une saison très complète. Il revient ensuite dans la capitale et est conservé dans l'effectif, où il joue quelques matchs, notamment en Ligue Europa (5 matchs), marquant un but fondamental dans les dernières minutes de jeu contre Fulham en phase de groupe, son premier sous les couleurs romaines. 
Le 25 août 2010, il est transféré à titre définitif au Chievo Vérone.

### En équipe nationale
Avec les espoirs, il participe au championnat d'Europe espoirs en 2007. Lors de cette compétition organisée aux Pays-Bas, il joue quatre matchs. 
Il dispute ensuite une nouvelle fois le championnat d'Europe espoirs le 2009. Lors de ce tournoi qui se déroule en Suède, il prend à nouveau part à quatre matchs. Les Italiens s'inclinent en demi-finale face à l'Allemagne.

## Palmarès
- Champion d'Italie en 2006 et 2007 avec l'Inter
- Vainqueur de la Coupe d'Italie en 2005 et 2006 avec l'Inter
- Vainqueur de la Supercoupe d'Italie en 2005 et 2006 avec l'Inter, et en 2007 avec la Roma

## Sélections
- 2 sélections en équipe d'Italie des moins de 18 ans entre 2003 et 2004
- 9 sélections en équipe d'Italie des moins de 19 ans entre 2004 et 2005
- 1 sélection en équipe d'Italie des moins de 20 ans en 2005
- 23 sélections en équipe d'Italie espoirs entre 2006 et 2009